# Tina Holmer
Tina Holmer (født 21. august 1958) er en dansk skuespiller.
Holmer, der er datter af skuespilleren Lilli Holmer, er autodidakt. Hun debuterede som 15-årig som revyskuespiller og har siden haft roller ved bl.a. Privatteatret, Det Danske Teater og Teatret Bag Kroen, som hun var tilknyttet i 1990'erne. Hun har desuden haft roller ved Røde Kro Teater og Det Ny Familieteater, ligesom hun har medvirket i flere revyer, senest Gillelejerevyen i 2006.

## Filmografi
- Piger i trøjen (1975)
- Attentat (1980)
- Kniven i hjertet (1981)

### Tv-serier
- En by i Provinsen (1977-1980)
- 2900 Happiness (2007)